# Bulldog APC
Pour les articles homonymes, voir Bulldog.
Le Bulldog est un véhicule blindé de transport de troupes conçu et fabriqué en Afrique du Sud dans les années 1980. À l’instar du Buffel, il se caractérise par sa coque en V et se rattache à la catégorie des véhicules résistants aux mines.

## Historique
Entre les années 1960 et la fin des années 1980, l’Afrique du Sud est fortement impliquées dans les conflits liés à la possession du Sud-Ouest africain. L’armée sud-africaine y est confrontée au danger du minage des pistes sur lesquelles transitent ses patrouilles et convois de ravitaillement, en particulier avec des mines antichars soviétiques TM-46. Afin de contrer ce danger, l’Afrique du Sud développe à partir de la fin des années 1960 toute une série de véhicules résistants aux mines, caractérisés par leur coque en V. Parmi ceux-ci figurent notamment le Buffel, basé sur le châssis du Mercedes-Benz Unimog. Afin de réduire les coûts et de faciliter la production, les Sud-africains cherchent à le remplacer à partir du début des années 1980 par un véhicule similaire basé sur un châssis produit localement. Ces travaux aboutissent à l’entrée en service en 1985 du Bulldog.

## Caractéristiques
Le Bulldog est construit sur la base du châssis 4 × 4 du camion Samil 20 dont il reprend tous les composants, y compris le moteur ADE 352N. L’apparence général est similaire à celle du Buffel, mais les deux véhicules ne peuvent être confondus, le Bulldog ayant la cabine du conducteur à droite du moteur tandis que celle du Buffel est à gauche. La caisse prend la forme d’un bac dont la partie inférieure est en forme de V, ce qui dissipe les effets de l’explosion d’une mine vers le haut et l’extérieur. Le compartiment passagers est ouvert et comprend dix sièges dotés de ceintures, afin d’éviter que les soldats ne soient projetés à l’extérieur en cas d’explosion de mine. Le Bulldog ayant l’inconvénient d’être haut, les parois latérales du compartiment passagers sont montées sur charnières et peuvent s’ouvrir pour faciliter la descente. En général le Bulldog est armé d’une ou deux mitrailleuses de 7,62 mm.
Le Bulldog a principalement été produit sur le châssis de 2 t du Samil 20, mais des variantes ont été produites en quantité plus limitées à partir du Samil 50 4 × 4 de 6 t et du Samil 100 6 × 6 de 10 t.

### Données techniques
| Modèle                     | Bulldog                                          |
| -------------------------- | ------------------------------------------------ |
| Équipage                   | 1 (+10 passagers)                                |
| Longueur hors-tout         | 5,34 m                                           |
| Largeur hors tout          | 2,3 m                                            |
| Hauteur                    | 3,1 m                                            |
| Masse                      | 7 700 kg                                         |
| Motorisation               | moteur Diesel ADE 352N à refroidissement par air |
| Puissance brute            | 106 hp à 2 800 tr/min (79 kW)                    |
| Vitesse maximale sur route | 90 km/h                                          |
| Autonomie sur route        | 900 km                                           |
| Blindage                   |                                                  |
| Armement                   | 1 ou 2 mitrailleuses de 7,62 mm                  |